# Diana Marcu
Diana Marcu (* 5. November 1991) ist eine ehemalige rumänische Tennisspielerin.

## Karriere
Marcu begann mit acht Jahren das Tennisspielen und bevorzugt Hartplätze. Sie spielte vorrangig auf der ITF Women’s World Tennis Tour, wo sie zwei Titel im Doppel gewinnen konnte.

## Turniersiege

### Doppel
| Nr. | Datum           | Turnier   | Kategorie   | Belag | Partnerin          | Finalgegnerinnen                 | Ergebnis         |
| --- | --------------- | --------- | ----------- | ----- | ------------------ | -------------------------------- | ---------------- |
| 1.  | 3. Oktober 2009 | Dobritsch | ITF $10.000 | Sand  | Simona-Iulia Matei | Hülya Esen Lütfiye Esen          | 7:5, 4:6, [10:5] |
| 2.  | 8. Oktober 2011 | Dobritsch | ITF $25.000 | Sand  | Andreea Mitu       | Laura-Ioana Andrei Cristina Dinu | 4:6, 6:3, [10:6] |

## Persönliches
Marcu ist mit dem Tennistrainer Björn Propst verheiratet, arbeitet nach ihrer aktiven Karriere als Trainerin bei der Tennisschule Robby Stärke und spielt für den 1. TC Hiltrup in der Damenmannschaft.